# Murański Upłaz

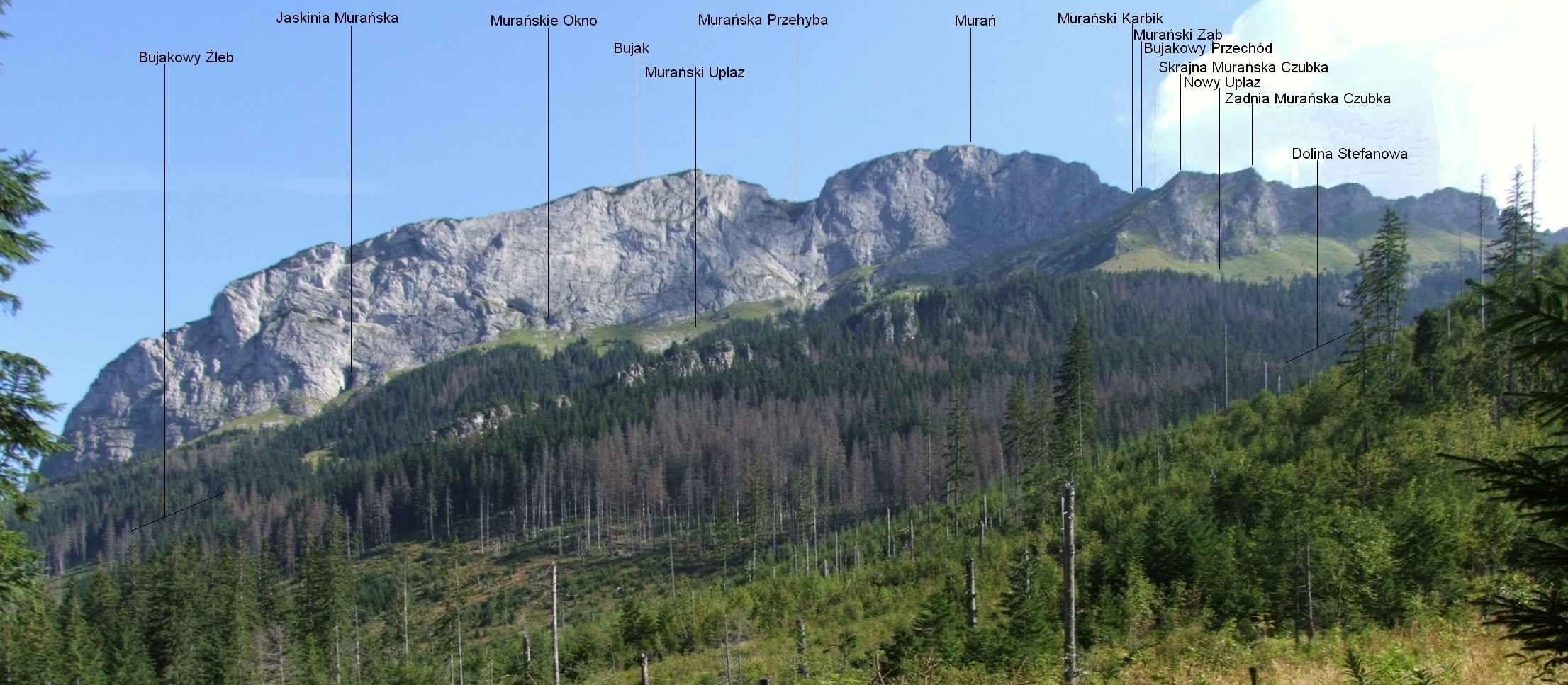
Widok od południowej strony

Murański Upłaz – wąski, długi i stromy upłaz na południowych stokach słowackich Tatr Bielskich. Pionowy zasięg obejmuje pas trawników poniżej skalnych ścian Murania, a powyżej kosodrzewiny. Ciągnie się od Zadniej Murańskiej Przełęczy na zachodzie po Bujakowy Przechód na wschodzie. Przecina go kilka płytkich depresji. Dawniej był terenem pasterskim, po zniesieniu wypasu stopniowo zarasta kosodrzewiną. Znajduje się na obszarze ochrony ścisłej Tatrzańskiego Parku Narodowego i nie prowadzi przez niego żaden szlak turystyczny, brak też ścieżek.
Nazwę upłazu utworzył Władysław Cywiński w 4 tomie przewodnika Tatry.